# Seal Líneas Aéreas

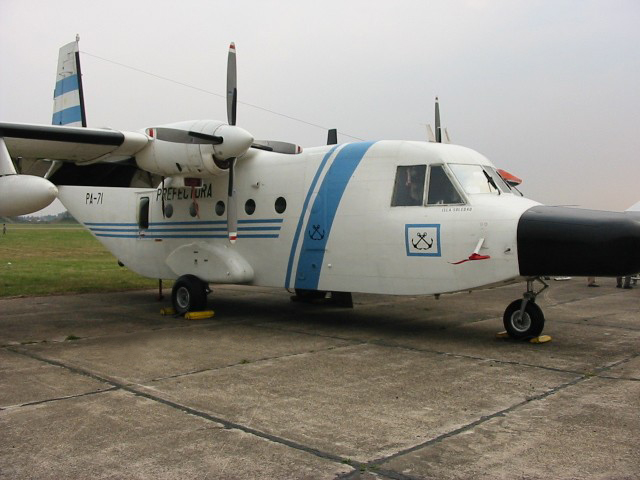
Avión CASA 212N-100

Seal Líneas Aéreas fue una pequeña aerolínea con base en la ciudad de Salta, Argentina. Formaba parte del grupo Atahualpa. 

## Descripción
Operaba con un avión CASA 212N-100 matrícula LV-OOI, con capacidad para 18 personas, con el cual realizaba la ruta Salta - San Ramón de la Nueva Orán - Aeropuerto de Tartagal, Tartagal. Comenzó a operar en el año 1981. También hizo la ruta Salta-Tarija-Salta durante un corto tiempo . En el año 1986, debido a una huelga de Aerolíneas Argentinas, hizo algunos vuelos Salta-Aeroparque-Salta llevando pasajeros. En el año 1988 dejó de volar por quedar fuera de servicio dicho avión, en Tartagal, por problemas en una de sus turbinas.
Operó también un PIPER PA34-200T Seneca II LV-MGZ. El mismo se encuentra actualmente en estado de abandono en el Aeródromo General Belgrano en la ciudad de Salta.
Desapareció a principios de los años 90, debido a serias dificultades económicas. El avión CASA 212 fue reacondicionado, luego de bastante tiempo de abandono y posteriormente vendido a una empresa de paracaidismo en Estados Unidos en 2002.
- Datos: Q7440530